# Associazione Calcio Pavia 1988-1989
Questa voce raccoglie le informazioni riguardanti l'Associazione Calcio Pavia nelle competizioni ufficiali della stagione 1988-1989.

## Stagione

La neopresidente Giusy Schiavio Achilli, prima donna a ricoprire tale ruolo nel calcio professionistico italiano.

Nella stagione 1988-1989 il Pavia disputa il girone A del campionato di Serie C2, ottenendo con 40 punti il quarto posto in classifica. Il Pavia, declassato a tavolino dalla sentenza definitiva della C.A.F. (sul campo si sarebbe salvato), vuole risalire subito in Serie C1: al vertice c'è ora Giusy Schiavio Achilli, mentre Claudio, "il principe consorte" è costretto a farsi da parte.
Mantenendo l'intelaiatura della stagione precedente, la squadra di Gian Piero Ghio ottiene tre vittorie di fila in trasferta e vola in testa alla classifica, prima dell'arrivo di una crisi con le sconfitte di Tempio e Sarzana e il pareggio interno nel derby con l'Oltrepò; questi risultati negativi costano la panchina al tecnico, che viene sostituito con Nello Santin, ex difensore del Milan, ma i risultati rimarranno instabili. Sul campetto sardo della Maddalena il Pavia subisce un tracollo tennistico (6-2), ciò nonostante in primavera arrivano dodici risultati utili consecutivi che riportano la squadra pavese nell'alta classifica.
Il 16 aprile ad Alessandria il Pavia si gioca le ultime carte relative alla promozione: gli ospiti disputano una partita gagliarda, ma viene beffardamente trafitto da un'autorete di Claudio Gabetta su traversone di Angelo Montrone, così i sogni di gloria sono rimandati alla stagione seguente. Salgono con pieno merito in Serie C1 il Casale e l'Alessandria, mentre la squadra pavese, ormai demotivata, nel finale di torneo viene superata anche dal Siena.
Nella Coppa Italia di Serie C il Pavia vince il proprio girone di qualificazione, eliminando il Derthona, l'Oltrepò e la Vogherese, prima che nei sedicesimi di finale venga estromesso nel doppio confronto dalla Reggiana.

## Rosa
| N. |                   | Ruolo | Calciatore             |
| -- | ----------------- | ----- | ---------------------- |
|    | Italia (bandiera) | D     | Roberto Bacci          |
|    | Italia (bandiera) | D     | Claudio Bazeu          |
|    | Italia (bandiera) | P     | Renato Biasi           |
|    | Italia (bandiera) | D     | Alessandro Bonomi      |
|    | Italia (bandiera) | A     | Marco Bruzzano         |
|    | Italia (bandiera) | A     | Alessandro Burtini     |
|    | Italia (bandiera) | A     | Massimo Cicconi        |
|    | Italia (bandiera) | C     | Fortunato Collevecchio |
|    | Italia (bandiera) | C     | Antonio D'Agostino     |
|    | Italia (bandiera) | C     | Marco Dell'Amico       |
|    | Italia (bandiera) | P     | Efrem Ebbli            |
|    | Italia (bandiera) | C     | Marco Finardi          |

| N. |                   | Ruolo | Calciatore         |
| -- | ----------------- | ----- | ------------------ |
|    | Italia (bandiera) | D     | Claudio Gabetta    |
|    | Italia (bandiera) | C     | Gualtiero Grandini |
|    | Italia (bandiera) | D     | Stefano Lo Porto   |
|    | Italia (bandiera) | C     | Enrico Maniero     |
|    | Italia (bandiera) | A     | Frederic Massara   |
|    | Italia (bandiera) | C     | Carmine Nunziata   |
|    | Italia (bandiera) | C     | Massimo Peluffo    |
|    | Italia (bandiera) | C     | Gabriele Peretto   |
|    | Italia (bandiera) | C     | Maurizio Pertusi   |
|    | Italia (bandiera) | A     | Christian Scalzo   |
|    | Italia (bandiera) | D     | Claudio Serraglini |
|    | Italia (bandiera) | A     | Valentino Spelta   |

## Risultati

### Serie C2

#### Girone di andata
| Arbitro: | Ceccarelli (Ciampino) |

|  |           |            |
|  | Marcatori | 42’ Spelta |

| Arbitro: | Collina (Viareggio) |

|             |           |  |
| Pertusi 45’ | Marcatori |  |

| Arbitro: | Salerno (Acireale) |

|  |           |             |
|  | Marcatori | 65’ Finardi |

| Arbitro: | Babini (Modena) |

|                  |           |                |
| Bacci 60’ (rig.) | Marcatori | 26’ De Angelis |

| Arbitro: | Capovilla (Verona) |

|  |           |                                 |
|  | Marcatori | 40’ (aut.) Mozzone 56’ Grandini |

| Arbitro: | Rossignoli (Firenze) |

|           |           |  |
| Fiori 87’ | Marcatori |  |

| Pavia 23 ottobre 1988 7ª giornata | Pavia           | 0 – 0 | Oltrepò | Stadio Comunale\| Arbitro: \| Scardia (Lecce) \| |
| Arbitro:                          | Scardia (Lecce) |       |         |                                                  |

| Arbitro: | Bernardini (Rovigo) |

|           |           |  |
| Sardi 15’ | Marcatori |  |

| Arbitro: | Ravelli (Bergamo) |

|                |           |  |
| Dell'Amico 38’ | Marcatori |  |

| Arbitro: | Introvigne (Conegliano) |

|                  |           |            |
| R. Serra 2’, 81’ | Marcatori | 54’ Spelta |

| Pavia 20 novembre 1988 11ª giornata | Pavia                     | 0 – 0 | Alessandria | Stadio Comunale\| Arbitro: \| Misticoni (Ascoli Piceno) \| |
| Arbitro:                            | Misticoni (Ascoli Piceno) |       |             |                                                            |

| Arbitro: | Moretti (Cosenza) |

|              |           |  |
| Gradella 52’ | Marcatori |  |

| Pavia 4 dicembre 1988 13ª giornata | Pavia                | 0 – 0 | Cecina | Stadio Comunale\| Arbitro: \| Montalcini (Crotone) \| |
| Arbitro:                           | Montalcini (Crotone) |       |        |                                                       |

| Arbitro: | Rossi (Rovigo) |

|                                                                      |           |                         |
| Di Laura 25’ M. Piga 30’, 36’ (rig.) Chessa 55’ Puddu 57’ Comiti 90’ | Marcatori | 47’ Massara 53’ Cicconi |

| Arbitro: | Ferro (Verona) |

|                  |           |             |
| Bacci 68’ (rig.) | Marcatori | 6’ Pistella |

| Arbitro: | Baglieri (Tivoli) |

|  |           |                  |
|  | Marcatori | 59’, 74’ Cicconi |

| Arbitro: | Florio (Vasto) |

|                |           |  |
| Dell'Amico 13’ | Marcatori |  |

#### Girone di ritorno
| Pavia 15 gennaio 1989 18ª giornata | Pavia             | 0 – 0 | Siena | Stadio Comunale\| Arbitro: \| Moretti (Cosenza) \| |
| Arbitro:                           | Moretti (Cosenza) |       |       |                                                    |

| Santa Croce sull'Arno 22 gennaio 1989 19ª giornata | Cuoiopelli        | 0 – 0 | Pavia | Stadio Libero Masini\| Arbitro: \| Marchese (Napoli) \| |
| Arbitro:                                           | Marchese (Napoli) |       |       |                                                         |

| Arbitro: | Cavanna (Roma) |

|             |           |  |
| Cicconi 71’ | Marcatori |  |

| Sesto Fiorentino 12 febbraio 1989 21ª giornata | Pontedera          | 0 – 0 | Pavia | Stadio Comunale\| Arbitro: \| Contente (Salerno) \| |
| Arbitro:                                       | Contente (Salerno) |       |       |                                                     |

| Arbitro: | Pellegrino (Barcellona Pozzo di Gotto) |

|           |           |            |
| Bazeu 40’ | Marcatori | 12’ Mazzeo |

| Arbitro: | Canzonieri (Roma) |

|             |           |  |
| Peretto 35’ | Marcatori |  |

| Arbitro: | Mellina (Piacenza) |

|               |           |                  |
| A. Groppi 15’ | Marcatori | 85’ (rig.) Bacci |

| Arbitro: | Capovilla (Verona) |

|             |           |  |
| Massara 57’ | Marcatori |  |

| Voghera 25 marzo 1989 26ª giornata | Vogherese          | 0 – 0 | Pavia | Stadio Comunale\| Arbitro: \| Mantovani (Genova) \| |
| Arbitro:                           | Mantovani (Genova) |       |       |                                                     |

| Arbitro: | Bortoli (Schio) |

|             |           |  |
| Massara 48’ | Marcatori |  |

| Arbitro: | Pellegrino (Barcellona Pozzo di Gotto) |

|                    |           |  |
| Gabetta 76’ (aut.) | Marcatori |  |

| Arbitro: | Marchese (Napoli) |

|                  |           |  |
| Bacci 78’ (rig.) | Marcatori |  |

| Arbitro: | Costamagna (Torino) |

|                           |           |                         |
| Cardinali 70’, 82’ (rig.) | Marcatori | 50’ Cicconi 75’ Finardi |

| Arbitro: | Copercini (Parma) |

|  |           |                        |
|  | Marcatori | 60’, 84’ (rig.) Comiti |

| Poggibonsi 21 maggio 1989 32ª giornata | Poggibonsi       | 0 – 0 | Pavia | Stadio Stefano Lotti\| Arbitro: \| Repace (Perugia) \| |
| Arbitro:                               | Repace (Perugia) |       |       |                                                        |

| Arbitro: | Minotti (Frosinone) |

|             |           |  |
| Massara 64’ | Marcatori |  |

| Arbitro: | Saia (Palermo) |

|             |           |           |
| Maurizi 15’ | Marcatori | 64’ Bacci |

### Coppa Italia Serie C

#### Fase eliminatoria a gironi
| Tortona 21 agosto 1988 1ª giornata | Derthona             | 0 – 0 | Pavia | Stadio Fausto Coppi\| Arbitro: \| Lombardi (La Spezia) \| |
| Arbitro:                           | Lombardi (La Spezia) |       |       |                                                           |

| Pavia 24 agosto 1988 2ª giornata | Pavia           | 0 – 0 | Oltrepò | Stadio Comunale\| Arbitro: \| Sileo (Bergamo) \| |
| Arbitro:                         | Sileo (Bergamo) |       |         |                                                  |

| Arbitro: | Bellotti (Saronno) |

|                                        |           |  |
| Massara 40’, 73’ Bazeu 83’ Burtini 89’ | Marcatori |  |

| Arbitro: | Colbertaldo (Bassano del Grappa) |

|            |           |  |
| Spelta 64’ | Marcatori |  |

| Arbitro: | Curotti (Piacenza) |

|                    |           |                                 |
| Onorini 75’ (rig.) | Marcatori | 37’ (rig.) Bacci 59’ Dell'Amico |

| Arbitro: | Costamagna (Torino) |

|              |           |                                   |
| Di Marco 35’ | Marcatori | 48’ Dell'Amico 88’ (aut.) Corradi |

#### Fase finale
| Pavia 5 gennaio 1989 Sedicesimi di finale - Andata | Pavia           | 0 – 0 | Reggiana | Stadio Comunale\| Arbitro: \| Cesari (Genova) \| |
| Arbitro:                                           | Cesari (Genova) |       |          |                                                  |

| Arbitro: | Forte (Marsala) |

|                               |           |  |
| Tedeschi 12’, 51’ Zamuner 83’ | Marcatori |  |